# Nevděk (hora)
Nevděk je kopec u města Žlutice v Karlovarském kraji. Na jeho vrcholku se nacházejí pozůstatky stejnojmenného hradu.

## Charakteristika
Vrch má nadmořskou výšku 630 metrů. Geomorfologicky spadá do oblasti Karlovarská vrchovina, celku Tepelská vrchovina, podcelku Žlutická vrchovina, okrsku Vladařská vrchovina a podokrsku Vladořická vrchovina.